# Aaran Lines
Aaran Lines, né le 21 décembre 1976 à Lower Hutt, est un footballeur international néo-zélandais. Il évolue au poste de milieu du milieu des années 1990 au milieu des années 2000, reconverti entraîneur. Il est actuellement l'entraîneur du Western New York Flash en NWSL depuis 2009.

## Biographie

### Carrière internationale
Aaran Lines est convoqué pour la première fois en sélection par le sélectionneur national Ken Dugdale le 25 septembre 1998 lors d'un match de la Coupe d'Océanie 1998 contre Tahiti (victoire 1-0). Il reçoit sa dernière sélection est le 6 juin 2004 contre les Fidji (victoire 2-0).
Il dispute trois Coupe d'Océanie : en 1998, 2002 et 2004. Il participe également à deux Coupe des confédérations : en 1999 et 2003. Lors de l'édition 1999, il joue trois matchs : contre les États-Unis, l'Allemagne et enfin le Brésil. Lors de l'édition 2003, Il joue un match contre le Japon.
Il joue enfin 9 matchs comptant pour les tours préliminaires des coupes du monde 2002 et 2006.
Au total il compte 31 sélections et 4 buts en équipe de Nouvelle-Zélande entre 1998 et 2004.

## Palmarès

### En sélection nationale
- Vainqueur de la Coupe d'Océanie en 1998 et 2002